# Tournoi des Six Nations 2021
Cet article traite de l'épreuve masculine. Pour la compétition féminine, voir Tournoi des Six Nations féminin 2021.
Navigation
Tournoi 2020 Tournoi 2022
Le Tournoi des Six Nations 2021 a lieu du 6 février au 26 mars 2021. Après une édition 2020 perturbée par l'épidémie de Covid-19, la compétition reprend son format classique de tournoi toutes rondes à un tour. Chacune des six nations participantes affrontent toutes les autres lors de cinq journées réparties sur sept semaines, avec des pauses avant et après la troisième journée.
Exceptionnellement, du fait de la crise sanitaire, le Tournoi féminin et celui des moins de 20 ans ne se jouent pas aux mêmes dates et le format diffère pour la compétition féminine.
Les trois équipes qui ont en 2021 l'avantage de jouer un match de plus à domicile que les autres sont l'Angleterre, l'Écosse et l'Italie.
Cette édition du Tournoi des Six Nations 2021 est remportée par le pays de Galles qui manque de peu le Grand Chelem à cause d'une défaite dans les arrêts de jeu au Stade de France. La France termine deuxième après une défaite face à l'Écosse.

## Villes et stades
| Rome (Italie)                 | Londres (Angleterre)              | Saint-Denis (France)              |
| ----------------------------- | --------------------------------- | --------------------------------- |
| Stade olympique 72 698 places | Stade de Twickenham 82 000 places | Stade de France 81 338 places     |
| Stade olympique, Rome         | Stade de Twickenham, Londres      | Stade de France, Saint-Denis      |
| Dublin (Irlande)              | Cardiff (pays de Galles)          | Édimbourg (Écosse)                |
| Aviva Stadium 51 700 places   | Millennium Stadium 73 931 places  | Murrayfield Stadium 67 130 places |
| Aviva Stadium, Dublin         | Millennium Stadium, Cardiff       | Murrayfield Stadium, Édimbourg    |

## Acteurs du Tournoi des Six Nations

Participants au Tournoi des Six Nations.

### Joueurs

#### Angleterre
| Entraîneur | Entraîneur             | Eddie Jones                                                                                    |
| Avants     | Pilier                 | Ellis Genge, Joe Marler, Beno Obano, Will Stuart, Harry Williams, Mako Vunipola, Kyle Sinckler |
| Avants     | Talonneur              | Luke Cowan-Dickie, Jamie George                                                                |
| Avants     | Deuxième ligne         | Jonny Hill, Maro Itoje, Joe Launchbury, Courtney Lawes, Charlie Ewels                          |
| Avants     | Troisième ligne aile   | Tom Curry, Mark Wilson, Sam Underhill, Jack Willis                                             |
| Avants     | Troisième ligne centre | Billy Vunipola, Ben Earl                                                                       |
| Arrières   | Demi de mêlée          | Harry Randall, Dan Robson, Ben Youngs                                                          |
| Arrières   | Demi d'ouverture       | Owen Farrell, George Ford                                                                      |
| Arrières   | Centre                 | Ollie Lawrence, Henry Slade                                                                    |
| Arrières   | Ailier                 | Jonny May, Paolo Odogwu, Anthony Watson                                                        |
| Arrières   | Arrière                | Elliot Daly, Max Malins                                                                        |

#### Écosse
Gregor Townsend, le sélectionneur de l'Écosse, annonce une liste de 35 joueurs pour participer au Tournoi.
| Entraîneur | Entraîneur             | Gregor Townsend                                                                 |
| Avants     | Pilier                 | Simon Berghan, Allan Dell, Zander Fagerson, Oli Kebble, WP Nel, Rory Sutherland |
| Avants     | Talonneur              | Ewan Ashman, David Cherry, George Turner, Grant Stewart                         |
| Avants     | Deuxième ligne         | Alex Craig, Scott Cummings, Grant Gilchrist, Jonny Gray, Richie Gray,           |
| Avants     | Troisième ligne aile   | Jamie Ritchie, Matt Fagerson, Gary Graham, Hamish Watson                        |
| Avants     | Troisième ligne centre | Blade Thomson                                                                   |
| Arrières   | Demi de mêlée          | Ali Price, Scott Steele                                                         |
| Arrières   | Demi d'ouverture       | James Lang, Finn Russell, Jaco van der Walt                                     |
| Arrières   | Centre                 | Chris Harris, Huw Jones, Duncan Taylor, Cameron Redpath                         |
| Arrières   | Ailier                 | Sean Maitland, Byron McGuigan, Duhan van der Merwe, Darcy Graham                |
| Arrières   | Arrière                | Stuart Hogg , Blair Kinghorn                                                    |

#### France
| Entraîneur | Entraîneur             | Fabien Galthié                                                                                         |
| Avants     | Pilier                 | Mohamed Haouas, Georges-Henri Colombe, Cyril Baille, Hassane Kolingar, Jean-Baptiste Gros, Uini Atonio |
| Avants     | Talonneur              | Julien Marchand, Camille Chat, Pierre Bourgarit                                                        |
| Avants     | Deuxième ligne         | Paul Willemse, Romain Taofifénua, Killian Geraci, Bernard Le Roux, Baptiste Pesenti, Swan Rebbadj      |
| Avants     | Troisième ligne aile   | Dylan Cretin, Anthony Jelonch, Charles Ollivon , François Cros                                         |
| Avants     | Troisième ligne centre | Grégory Alldritt, Selevasio Tolofua                                                                    |
| Arrières   | Demi de mêlée          | Baptiste Couilloud, Antoine Dupont, Baptiste Serin                                                     |
| Arrières   | Demi d'ouverture       | Matthieu Jalibert, Louis Carbonel, Romain Ntamack                                                      |
| Arrières   | Centre                 | Gaël Fickou, Julien Delbouis, Virimi Vakatawa, Arthur Vincent                                          |
| Arrières   | Ailier                 | Damian Penaud, Donovan Taofifénua, Gabin Villière, Teddy Thomas                                        |
| Arrières   | Arrière                | Anthony Bouthier, Brice Dulin, Vincent Rattez                                                          |

#### Galles
| Entraîneur | Entraîneur             | Wayne Pivac                                                                            |
| Avants     | Pilier                 | Leon Brown, Rhys Carré, Tomas Francis, Wyn Jones                                       |
| Avants     | Talonneur              | Elliot Dee, Ryan Elias, Ken Owens                                                      |
| Avants     | Deuxième ligne         | Jake Ball, Adam Beard, Cory Hill, Alun Wyn Jones, Will Rowlands                        |
| Avants     | Troisième ligne aile   | Dan Lydiate, Josh Macleod, Josh Navidi, Justin Tipuric, Aaron Wainwright, James Botham |
| Avants     | Troisième ligne centre | Taulupe Faletau                                                                        |
| Arrières   | Demi de mêlée          | Gareth Davies, Kieran Hardy, Tomos Williams                                            |
| Arrières   | Demi d'ouverture       | Dan Biggar, Jarrod Evans, Callum Sheedy                                                |
| Arrières   | Centre                 | Jonathan Davies, Nick Tompkins, Owen Watkin, Johnny Williams, Willis Halaholo          |
| Arrières   | Ailier                 | Josh Adams, George North, Louis Rees-Zammit                                            |
| Arrières   | Arrière                | Hallam Amos, Leigh Halfpenny, Liam Williams                                            |

#### Irlande
| Entraîneur | Entraîneur             | Andy Farrell                                                                 |
| Avants     | Pilier                 | Tadhg Furlong, Cian Healy, David Kilcoyne, Tom O'Toole, Andrew Porter        |
| Avants     | Talonneur              | Dave Heffernan, Rob Herring, Rónan Kelleher                                  |
| Avants     | Deuxième ligne         | Tadhg Beirne, Ultan Dillane, Iain Henderson, Quinn Roux, James Ryan          |
| Avants     | Troisième ligne aile   | Will Connors, Caelan Doris, Peter O'Mahony, Rhys Ruddock, Josh van der Flier |
| Avants     | Troisième ligne centre | CJ Stander                                                                   |
| Arrières   | Demi de mêlée          | Craig Casey, Jamison Gibson-Park, Conor Murray                               |
| Arrières   | Demi d'ouverture       | Billy Burns, Ross Byrne, Jonathan Sexton                                     |
| Arrières   | Centre                 | Bundee Aki, Chris Farrell, Robbie Henshaw, Stuart McCloskey, Garry Ringrose  |
| Arrières   | Ailier                 | Andrew Conway, Keith Earls, Hugo Keenan, James Lowe                          |
| Arrières   | Arrière                | Shane Daly, Jordan Larmour                                                   |

#### Italie
| Entraîneur | Entraîneur             | Franco Smith                                                                                          |
| Avants     | Pilier                 | Pietro Ceccarelli, Danilo Fischetti, Marco Riccioni, Daniele Rimpelli, Cherif Traorè, Giosuè Zilocchi |
| Avants     | Talonneur              | Luca Bigi, Gianmarco Lucchesi, Marco Manfredi                                                         |
| Avants     | Deuxième ligne         | Niccolò Cannone, Riccardo Favretto, Marco Lazzaroni, David Sisi, Cristian Stoian                      |
| Avants     | Troisième ligne aile   | Maxime Mbanda, Johan Meyer, Sebastian Negri, Federico Ruzza                                           |
| Avants     | Troisième ligne centre | Michele Lamaro                                                                                        |
| Arrières   | Demi de mêlée          | Callum Braley, Guglielmo Palazzani, Stephen Varney                                                    |
| Arrières   | Demi d'ouverture       | Tommaso Allan, Carlo Canna, Paolo Garbisi                                                             |
| Arrières   | Centre                 | Juan Ignacio Brex, Federico Mori, Marco Zanon                                                         |
| Arrières   | Ailier                 | Mattia Bellini, Monty Ioane, Luca Sperandio                                                           |
| Arrières   | Arrière                | Jacopo Trulla                                                                                         |

### Arbitres
Les arbitres de champ du Tournoi 2021 sont les suivants :
| Rugby Europe | Rugby Afrique |
| --- | ------------- |
| - Mike Adamson (en) - Wayne Barnes - Andrew Brace - Matthew Carley - Pascal Gaüzère - Luke Pearce - Romain Poite - Mathieu Raynal | - Jaco Peyper |

## Matchs
Le programme pour le Tournoi 2021 est le suivant :
Les heures sont les heures françaises et italiennes, soit dans le fuseau horaire CET (UTC+1).
| 6 février 2021 à 15 h 15 (Trophée Garibaldi) | Stade olympique, Rome        | Italie         | 10 - 50 | France  |
| 6 février à 17 h 45 (Calcutta Cup)           | Stade de Twickenham, Londres | Angleterre     | 6 - 11  | Écosse  |
| 7 février à 16 h                             | Millennium Stadium, Cardiff  | Pays de Galles | 21 - 16 | Irlande |

| 13 février à 15 h 15                   | Stade de Twickenham, Londres   | Angleterre | 41 - 18 | Italie         |
| 13 février à 17 h 45 (Doddie Weir Cup) | Murrayfield Stadium, Édimbourg | Écosse     | 24 - 25 | Pays de Galles |
| 14 février à 16 h                      | Aviva Stadium, Dublin          | Irlande    | 13 - 15 | France         |

| 27 février à 15 h 15                   | Stade olympique, Rome        | Italie         | 10 - 48 | Irlande    |
| 27 février à 17 h 45                   | Millennium Stadium, Cardiff  | Pays de Galles | 40 - 24 | Angleterre |
| 26 mars à 21 h (Trophée Auld Alliance) | Stade de France, Saint-Denis | France         | 23 - 27 | Écosse     |

| 13 mars à 15 h 15                    | Stade olympique, Rome          | Italie     | 7 - 48  | Pays de Galles |
| 13 mars à 17 h 45 (Trophée Eurostar) | Stade de Twickenham, Londres   | Angleterre | 23 - 20 | France         |
| 14 mars à 16 h (Centenary Quaich)    | Murrayfield Stadium, Édimbourg | Écosse     | 24 - 27 | Irlande        |

| 20 mars à 15 h 15                     | Murrayfield Stadium, Édimbourg | Écosse  | 52 - 10 | Italie         |
| 20 mars à 17 h 45 (Millennium Trophy) | Aviva Stadium, Dublin          | Irlande | 32 - 18 | Angleterre     |
| 20 mars à 21 h                        | Stade de France, Saint-Denis   | France  | 32 - 30 | Pays de Galles |

## Classement
| Rang | Nation         | J | V | N | D | Em | Ee | Bo | Bd | Pm  | Pe  | Diff | Pts |
| ---- | -------------- | - | - | - | - | -- | -- | -- | -- | --- | --- | ---- | --- |
| 1    | Pays de Galles | 5 | 4 | 0 | 1 | 20 | 11 | 3  | 1  | 164 | 103 | +61  | 20  |
| 2    | France         | 5 | 3 | 0 | 2 | 18 | 10 | 2  | 2  | 140 | 103 | +37  | 16  |
| 3    | Irlande        | 5 | 3 | 0 | 2 | 12 | 10 | 1  | 2  | 136 | 88  | +48  | 15  |
| 4    | Écosse         | 5 | 3 | 0 | 2 | 18 | 10 | 1  | 2  | 138 | 91  | +47  | 15  |
| 5    | Angleterre (T) | 5 | 2 | 0 | 3 | 12 | 11 | 1  | 1  | 112 | 121 | -9   | 10  |
| 6    | Italie         | 5 | 0 | 0 | 5 | 6  | 34 | 0  | 0  | 55  | 239 | -184 | 0   |

- Vainqueur du Tournoi
- T : tenant du titre 2020

- Règles d’attribution des points[8] : 
Victoire : quatre points, match nul : deux points, défaite : aucun point.
Bonus : un point si au moins 4 essais marqués (bonus offensif), un point en cas de défaite avec moins de 8 points d'écart (bonus défensif).
Grand Chelem (5 victoires) : trois points.
- Règles de classement[9] :
 1 : nombre de points attribués.
2 : différence de points générale.
3 : nombre d'essais marqués
4 : ex æquo.

## Statistiques individuelles

### Meilleur joueur du Tournoi
Après le dernier match de cette édition 2021, six joueurs sont sélectionnés pour le titre de meilleur joueur du Tournoi : le troisième ligne aile Écossais Hamish Watson, les Gallois Louis Rees-Zammit (ailier) et Taulupe Faletau (troisième ligne centre), le Français Antoine Dupont (demi de mêlée) et les Irlandais Tadhg Beirne (deuxième ligne) et Robbie Henshaw (centre). Aucun Anglais ni aucun Italien n'est retenu pour le titre. C'est finalement l'Écossais Hamish Watson qui est élu meilleur joueur du Tournoi, récoltant 35% des 125000 votes.

### Meilleur joueur par journée
Pour cette édition du Tournoi, comme en 2019, un titre de meilleur joueur est décerné pour chaque journée à la suite d'un vote du public à partir de quatre joueurs présélectionnés par les organisateurs du tournoi.
| Journée           | Joueur            | Nation         | Poste            | Actions individuelles                                                                                                | Autres nommés                               | Réf. |
| ----------------- | ----------------- | -------------- | ---------------- | --- | ------------------------------------------- | ---- |
| Première journée  | Antoine Dupont    | France         | Demi de mêlée    | Auteur d'un essai et quatre passes décisives contre l'Italie                                                         | Stuart Hogg Hamish Watson Wyn Jones         | ,    |
| Deuxième journée  | Louis Rees-Zammit | Pays de Galles | Ailier           | Auteur d'une passe décisive et un doublé, dont l'essai de la victoire contre l'Écosse                                | Anthony Watson Brice Dulin Charles Ollivon  | ,    |
| Troisième journée | Callum Sheedy     | Pays de Galles | Demi d'ouverture | Entré à la 44e minute du match, il marque trois pénalités et est à l'origine de l’essai du bonus contre l'Angleterre | Alun Wyn Jones Tadhg Beirne Taulupe Faletau | ,    |
| Quatrième journée | Matthieu Jalibert | France         | Demi d'ouverture | Auteur de la passe décisive sur l'essai en première main de Penaud et d'un 4/4 face aux perches contre l'Angleterre  | Josh Navidi Tom Curry Anthony Watson        | ,    |
| Cinquième journée | Robbie Henshaw    | Irlande        | Centre           | Auteur de plusieurs contests clés dans les rucks, et décisif lors de la victoire 32-18 des siens contre l'Angleterre | Hamish Watson Brice Dulin Charles Ollivon   | ,    |

Résumé et pourcentages des votes
| Journée | Premier           | Premier          | Deuxième        | Deuxième         | Troisième       | Troisième        | Réf.   |
| Journée | Joueur            | Suffrages (en %) | Joueur          | Suffrages (en %) | Joueur          | Suffrages (en %) | Réf.   |
| ------- | ----------------- | ---------------- | --------------- | ---------------- | --------------- | ---------------- | ------ |
| 1re     | Antoine Dupont    | 55,1             | Stuart Hogg     | 24,1             | Hamish Watson   | 13,8             | [ 12 ] |
| 2e      | Louis Rees-Zammit | 42,0             | Brice Dulin     | 41,2             | Charles Ollivon | 09,3             | [ 14 ] |
| 3e      | Callum Sheedy     | 32,5             | Taulupe Faletau | 32,3             | Tadhg Beirne    | 22,9             | [ 16 ] |
| 4e      | Matthieu Jalibert | 49,1             | Josh Navidi     | 29,6             | Tom Curry       | 14,5             | [ 18 ] |
| 5e      | Robbie Henshaw    | 31,1             | Brice Dulin     | 27,4             | Charles Ollivon | 22,6             | [ 20 ] |

### Meilleurs marqueurs
| Rang | Joueur              | Équipe         | Essais |
| ---- | ------------------- | -------------- | ------ |
| 1    | Duhan van der Merwe | Écosse         | 5      |
| 2    | Louis Rees-Zammit   | Pays de Galles | 4      |
| 2    | Anthony Watson      | Angleterre     | 4      |
| 4    | Josh Adams          | Pays de Galles | 3      |
| 4    | David Cherry        | Écosse         | 3      |
| 4    | Brice Dulin         | France         | 3      |
| 4    | Antoine Dupont      | France         | 3      |
| 4    | Damian Penaud       | France         | 3      |
| 9    | Tadhg Beirne        | Irlande        | 2      |
| 9    | Will Connors        | Irlande        | 2      |
| 9    | Keith Earls         | Irlande        | 2      |
| 9    | Darcy Graham        | Écosse         | 2      |
| 9    | Stuart Hogg         | Écosse         | 2      |
| 9    | Huw Jones           | Écosse         | 2      |
| 9    | Monty Ioane         | Italie         | 2      |
| 9    | Jonny May           | Angleterre     | 2      |
| 9    | George North        | Pays de Galles | 2      |
| 9    | Charles Ollivon     | France         | 2      |
| 9    | Ken Owens           | Pays de Galles | 2      |
| 9    | Teddy Thomas        | France         | 2      |
| 9    | Liam Williams       | Pays de Galles | 2      |
| 9    | Ben Youngs          | Angleterre     | 2      |

### Meilleurs réalisateurs
| Rang | Joueur              | Équipe         | Points | Essais | Transf. | Pén. | Drops |
| ---- | ------------------- | -------------- | ------ | ------ | ------- | ---- | ----- |
| 1    | Jonathan Sexton     | Irlande        | 65     | 0      | 10      | 15   | 0     |
| 2    | Owen Farrell        | Angleterre     | 50     | 0      | 7       | 12   | 0     |
| 3    | Dan Biggar          | Pays de Galles | 36     | 1      | 8       | 5    | 0     |
| 4    | Finn Russell        | Écosse         | 35     | 1      | 6       | 6    | 0     |
| 5    | Matthieu Jalibert   | France         | 34     | 0      | 11      | 4    | 0     |
| 6    | Stuart Hogg         | Écosse         | 26     | 2      | 8       | 0    | 0     |
| 7    | Duhan van der Merwe | Écosse         | 25     | 5      | 0       | 0    | 0     |
| 8    | Callum Sheedy       | Pays de Galles | 24     | 1      | 5       | 3    | 0     |
| 9    | Paolo Garbisi       | Italie         | 23     | 0      | 4       | 5    | 0     |
| 10   | Louis Rees-Zammit   | Pays de Galles | 20     | 4      | 0       | 0    | 0     |
| 10   | Anthony Watson      | Angleterre     | 20     | 4      | 0       | 0    | 0     |

## Première journée

### Italie - France
(mt 3 - 24)
Homme du match : Antoine Dupont 
Points marqués :
Italie :
- 1 essai de Sperandio (65e)
- 1 transformation de Garbisi (66e)
- 1 pénalité de Garbisi (20e)

France :
- 7 essais de Cretin (6e), Fickou (27e), Vincent (30e), Dulin (49e), Dupont (53e), Thomas (57e, 74e)
- 6 transformations de Jalibert (7e, 28e, 31e, 51e, 54e, 58e)
- 1 pénalité de Jalibert (11e)

Évolution du score : 0-7, 0-10, 3-10, 3-17, 3-24, mt, 3-31, 3-38, 3-45, 10-45, 10-50
Résumé : Pour l'ouverture du tournoi, l'Italie accueille la France pour le trophée Garibaldi. Pleine de confiance après une année 2020 réussie, la France commence son tournoi de la meilleure des manières. Teddy Thomas casse trois plaquages adverses et donne à Arthur Vincent qui lui aussi casse le premier plaquage. Le ballon est redistribué jusqu'à l'aile où Gabin Villière est plaqué à 5 mètres de l'en-but italien. Après une série de passages au près, Dylan Cretin aplatit au pied des poteaux. L'essai est transformé, et la France mène 7-0 dès la 6ème minute de jeu. Une pénalité plus tard de part et d'autre, la France joue un ballon porté après une touche sur les 22m. Dupont joue au pied par-dessus pour Fickou qui aplatit le deuxième essai tricolore peu avant la demi-heure de jeu : 17-3. L'Italie tente de réagir mais s'expose aux contres et sur une mauvaise passe, le ballon est dégagé de volée. Villière à la course met la pression sur le dernier défenseur italien et récupère le ballon. Dupont reçoit le cuir dans le tempo et donne après contact, d'une superbe passe à l'aveugle, à Arthur Vincent qui marque le troisième essai français. Transformé, la France mène 24-3 à la mi-temps.
Au retour des vestiaires, Brice Dulin tente une relance et donne à son ailier Gabin Villière qui tape par-dessus. À la course l'arrière du XV de France, récupère le cuir et aplatit en coin. L'essai est transformé et permet à la France de prendre le large 31-3. La France déroule, et deux minutes plus tard Teddy Thomas perce en prenant le meilleur sur Ignacio et joue le 2 contre 1 avec Antoine Dupont à l'intérieur. Transformé, l'essai permet à la France d'accroître son avantage : 38-3. Tout juste trois minutes plus tard, c'est cette fois l'ouvreur tricolore Jalibert qui perce le rideau italien et donne à Dupont, qui lui-même passe à Teddy Thomas pour le sixième essai des bleus. En l'espace de 7 minutes la France a marqué 3 essai et mène 45-3. L'Italie réagit et marque son premier essai sur un beau ballon joué au pied par-dessus par Sperandio qui récupère le ballon et aplatit sous les poteaux. L'essai est transformé et l'Italie sauve l'honneur 45-10. La Squadra Azzura encaissera un ultime essai à la 74ème minute. Teddy Thomas, d'un crochet intérieur, surprend Mbanda. Seul échec à la transformation, la France s'impose à Rome 10-50, et lance idéalement son tournoi avec un point de bonus offensif.
L'Italie, quant à elle, commence son tournoi avec une lourde défaite, avant son déplacement à Londres.
| Italie · Titulaires · 15 Jacopo Trulla · 14 Luca Sperandio 65e · 13 Marco Zanon 44e · 12 Juan Ignacio Brex · 11 Monty Ioane · 10 Paolo Garbisi 36e 41e · 9 Stephen Varney · 8 Michele Lamaro · 7 Johan Meyer 51e · 6 Sebastian Negri 61e · 5 David Sisi 61e · 4 Marco Lazzaroni · 3 Marco Riccioni 35e · 2 Luca Bigi 61e · 1 Daniele Rimpelli 32e · Remplaçants · 16 Gianmarco Lucchesi 61e · 17 Danilo Fischetti 35e · 18 Giosuè Zilocchi 32e · 19 Niccolò Cannone 61e · 20 Federico Ruzza 61e · 21 Maxime Mbanda 51e 77e · 22 Guglielmo Palazzani 77e · 23 Carlo Canna 36e 41e 45e · Entraîneur · Franco Smith |  | France · Titulaires · 49e Brice Dulin 15 · 57e 74e Teddy Thomas 14 · 30e Arthur Vincent 13 · 27e 61e Gaël Fickou 12 · Gabin Villière 11 · 61e Matthieu Jalibert 10 · 53e 59e Antoine Dupont 9 · 59e Grégory Alldritt 8 · Charles Ollivon 7 · 6e Dylan Cretin 6 · 59e Paul Willemse 5 · Bernard Le Roux 4 · 53e Mohamed Haouas 3 · 46e Julien Marchand 2 · 53e Cyril Baille 1 · Remplaçants · 46e Pierre Bourgarit 16 · 53e Jean-Baptiste Gros 17 · 53e Dorian Aldegheri 18 · 59e Romain Taofifénua 19 · 59e Anthony Jelonch 20 · 59e Baptiste Serin 21 · 61e Louis Carbonel 22 · 61e Damian Penaud 23 · Entraîneur · Fabien Galthié |

### Angleterre - Écosse
(mt 6 - 8)
Homme du match : Stuart Hogg 
Points marqués :
Angleterre :
- 2 pénalités de Farrell (34e, 39e)

Écosse :
- 1 essai de van der Merwe (30e)
- 2 pénalités de Russell (7e, 49e)

Évolution du score : 0-3, 0-8, 3-8, 6-8, mt, 6-11
Résumé : Pour ce 150e anniversaire de la Calcutta Cup le XV du Chardon s'offre un exploit en battant l'Angleterre à Twickenham. Une première depuis 38 ans. 
Le seul essai du match est marqué par l'ailier d'origine sud-africaine : Duhan van der Merwe qui profite d'un beau ballon porté au large et qui résiste à deux plaquages pour aplatir sur la ligne d'en-but. Sans transformation, l'essai est couplé de deux pénalités de part et d'autre menant la marque à 6-11 à la fin du temps réglementaire. 
Le match est notamment marqué par le jeu incisif des Écossais dominant dans tous les secteurs le XV de la Rose sur la quasi-totalité du match.
L'Écosse commence son tournoi de la meilleure des manières avant de recevoir le Pays de Galles à Murrayfield. L'Angleterre, quant à elle, voit ses rêves de grand chelem avortés dès la première journée du tournoi, et devra se ressaisir dès la semaine suivante pour accueillir l'Italie afin d’espérer pouvoir tout de même remporter le tournoi.
| Angleterre · Titulaires · 15 Elliot Daly · 14 Anthony Watson 76e · 13 Henry Slade · 12 Ollie Lawrence 69e · 11 Jonny May · 10 Owen Farrell · 9 Ben Youngs 57e · 8 Billy Vunipola 24e à 34e 68e · 7 Tom Curry · 6 Mark Wilson 53e · 5 Jonny Hill · 4 Maro Itoje · 3 Will Stuart 63e · 2 Jamie George 56e · 1 Ellis Genge 69e · Remplaçants · 16 Luke Cowan-Dickie 56e · 17 Beno Obano 69e · 18 Harry Williams 63e · 19 Courtney Lawes 53e · 20 Ben Earl 68e · 21 Dan Robson 57e · 22 George Ford 69e · 23 Max Malins 76e · Entraîneur · Eddie Jones |  | Écosse · Titulaires · Stuart Hogg 15 · 69e Sean Maitland 14 · Chris Harris 13 · Cameron Redpath 12 · 30e Duhan van der Merwe 11 · 38e à 48e Finn Russell 10 · 69e Ali Price 9 · 65e Matt Fagerson 8 · Hamish Watson 7 · 66e Jamie Ritchie 6 · Jonny Gray 5 · Scott Cummings 4 · 64e Zander Fagerson 3 · 68e George Turner 2 · 64e Rory Sutherland 1 · Remplaçants · 68e David Cherry 16 · 64e Oli Kebble 17 · 65e WP Nel 18 · 66e Richie Gray 19 · 64e Gary Graham 20 · 69e Scott Steele 21 · Jaco van der Walt 22 · 69e Huw Jones 23 · Entraîneur · Gregor Townsend |

### Galles - Irlande
(mt 6 - 13)
Homme du match : Wyn Jones 
Points marqués :
Pays de Galles :
- 2 essais de North (49e), Rees-Zammit (59e)
- 1 transformation de Halfpenny (60e)
- 3 pénalités de Halfpenny (5e, 19e, 66e)

Irlande :
- 1 essai de Beirne (37e)
- 1 transformation de Sexton (39e)
- 3 pénalités de Sexton (29e, 36e), Burns (72e)

Évolution du score : 3-0, 6-0, 6-3, 6-6, 6-13, mt, 11-13, 18-13, 21-13, 21-16
Résumé : Revenant dans le Tournoi après un bilan calamiteux pour son édition 2020, l'équipe du Pays de Galles de Wayne Pivac avait fort à faire pour prouver sa place dans le concert européen et revenir à son meilleur niveau. Du côté de l'Irlande, les joueurs d'expérience d'Andy Farrell laissent une bonne impression grâce à leur efficacité lors de l'édition 2020 de l'Autumn's Nations Cup et conservent de bonnes performances au niveau européen.
Le match débute timidement à l'avantage des Gallois qui mettent globalement la main sur le ballon et trouvent les espaces face à une équipe Irlandaise indisciplinée. 3 - 0. Le jeu s'enchaine avec des coups de pied d'occupation et des duels rudes. Le 3ème ligne aile gallois, Dan Lydiate est remplacé dès la 12e minute de jeu par Josh Navidi pour une douleur du genou survenu lors d'un mauvais appui. Le jeu reste à l'avantage des Gallois mais une faute irlandaise survient rapidement à la 13e minute, Peter O'Mahony vient faire un déblayage dangereux sur la tête de Tomas Francis. O'Mahony reçoit logiquement le carton rouge et laisse ses coéquipiers à 14 pour la presqu'intégralité du match. Face à une équipe Irlandaise désavantagé, les Gallois portent la pression en jouant à la main avec de bonnes séquences de passes et obtiennent une pénalité, 6 - 0. Le jeu d'occupation se poursuit à l'avantage des Irlandais. Le travail au près est amorcé par des Irlandais conservant le ballon et avançant mais la défense galloise est quadrillée. Jonathan Sexton tape et marque la pénalité à la 28e minute, 6 - 3. La possession s'inverse dans la deuxième partie de la première période et les Irlandais se montrent plus entreprenants avec des phases de passes qui leur permettent d'arriver dans les 22 mètres gallois. Les fautes galloises s'enchaînent et permettent aux Irlandais de recoller au score, 6 - 6. Après une possession irlandaise dans le camp gallois, le trois-quart centre Robbie Henshaw trouve l'intervalle et permet à Josh Van Der Flier de transmettre à Tadgh Beirne qui conclut dans la zone adverse pour le 1er essai du match. Jonathan Sexton transforme, 6 - 13 à l'avantage des Irlandais. Fin de la 1re mi-temps.
La 2ème mi-temps commence par des courses au près des deux côtés, régulièrement contestées et des défenses forçant les équipes aux fautes. Le jeu se poursuit avec des erreurs du côté gallois qui contrarient leurs efforts divers et variés pour avancer. À la 48e minute, les Irlandais perdent le ballon et concèdent un avantage. Navidi sert alors une chistera à Georges North qui traverse en solitaire la défense irlandaise et marque son essai, non transformé par Halfpenny. 11 - 13. Les Irlandais gardent le mordant de leur début de mi-temps et progressent dès qu'ils ont le ballon mais se font régulièrement pénaliser. Conservant le ballon, les Gallois enchainent les temps forts et travaillent dans les 22 mètres irlandais. Les transmissions s'opèrent entre North et Halfpenny qui sert en bout de course Louis Rees-Zammit aplatissant sur un saut. L'essai est transformé, 18 - 13. Le jeu se poursuit et voit les Irlandais régulièrement pénalisés dans leurs actions défensives. Halfpenny marque une pénalité, 21 - 13. Les Irlandais cumulent les erreurs, mais conservent le ballon. Le jeu est cependant arrêté à la 68e minute, le capitaine irlandais Sexton chute lourdement sur le genou de Tipuric. Il sortira sur protocole commotion et sera remplacé par Billy Burns. Le jeu irlandais continue et accélère rapidement à proximité de l'en-but gallois et gagne le ballon sur les erreurs galloises.  Burns réussit une pénalité, 21 - 16. La fin de cette deuxième mi-temps est à l'avantage des Irlandais gratifié du ballon par les multiples fautes galloises. Les joueurs d'Andy Farrell grâce à un jeu de passe efficace avancent dans le camp adverse. Garry Ringrose réalise des percées notables. Une pénalité est accordée aux Irlandais à la 83e minute. Burns loupe cependant sa pénaltouche et le match se conclut sur le score de 21 - 16.
| Pays de Galles · Titulaires · 15 Leigh Halfpenny · 14 Louis Rees-Zammit 59e · 13 George North 49e · 12 Johnny Williams 24e · 11 Hallam Amos 67e · 10 Dan Biggar · 9 Tomos Williams 41e · 8 Taulupe Faletau · 7 Justin Tipuric · 6 Dan Lydiate 13e · 5 Alun Wyn Jones 67e · 4 Adam Beard · 3 Tomas Francis 67e · 2 Ken Owens 73e · 1 Wyn Jones 67e · Remplaçants · 16 Elliot Dee 73e · 17 Rhodri Jones 67e · 18 Leon Brown 67e · 19 Will Rowlands 67e · 20 Josh Navidi 13e · 21 Gareth Davies 41e · 22 Callum Sheedy 67e · 23 Nick Tompkins 24e · Entraîneur · Wayne Pivac |  | Irlande · Titulaires · Hugo Keenan 15 · 62e Keith Earls 14 · Garry Ringrose 13 · 54e 64e Robbie Henshaw 12 · James Lowe 11 · 70e Jonathan Sexton 10 · 73e Conor Murray 9 · CJ Stander 8 · 61e Josh van der Flier 7 · 14e Peter O'Mahony 6 · 24e James Ryan 5 · 37e Tadhg Beirne 4 · 54e Andrew Porter 3 · 73e Rob Herring 2 · 52e Cian Healy 1 · Remplaçants · 73e Rónan Kelleher 16 · 52e David Kilcoyne 17 · 54e Tadhg Furlong 18 · 24e Iain Henderson 19 · 61e Will Connors 20 · 73e Jamison Gibson-Park 21 · 54e 64e 70e Billy Burns 22 · 62e Jordan Larmour 23 · Entraîneur · Andy Farrell |

## Deuxième journée

### Angleterre - Italie
(mt 20 - 8)
Homme du match : Kyle Sinckler 
Points marqués :
Angleterre :
- 6 essais de Hill (14e), Watson (27e, 50e), May (40e), Willis (61e), Daly (68e)
- 4 transformations de Farrell (27e, 50e, 62e, 69e)
- 1 pénalité de Farrell (9e)

Italie :
- 2 essais de Ioane (3e), Allan (66e)
- 1 transformation d'Allan (67e)
- 2 pénalités de Garbisi (20e, 44e)

Évolution du score : 0-5, 3-5, 8-5, 8-8, 15-8, 20-8 mt, 20-11, 27-11, 34-11, 34-18, 41-18
Résumé : L’Angleterre doit impérativement se rattraper pour espérer un résultat positif dans le tournoi. L'Italie quant à elle est toujours à la recherche d'une victoire dans le tournoi depuis 2015. 
Et en ce début de match, c'est l'Italie qui frappe la première avec un essai de Monty Ioane dès la 3ème minute de jeu. Les Anglais réagissent et après une première pénalité, ils marquent leur premier essai après une succession de pick and go au ras de la ligne. L'essai non transformé plus une pénalité transalpine mène la marque à 8-8 après plus de vingt minutes de jeu. 
Mais peu avant la demi-heure de jeu, l'ailier anglais Anthony Watson perce le dernier rideau italien après un surnombre exploité côté droit. L'essai est transformé et les Anglais reprennent l'avantage 15-8. Juste avant la mi-temps, Johnny May marque un troisième essai pour l'Angleterre, en esquivant le dernier défenseur de manière acrobatique. À la mi-temps, les Anglais mènent 20-8. 
Le début de seconde période permet aux Italiens de bénéficier d'une pénalité et de revenir à 20-11. Exalté, les transalpins pilonnent la défense anglaise dans les 22 mètres mais sont punis par une interception fatale d'Anthony Watson qui marque son deuxième essai du match. Transformés, les Anglais prennent le large 27-11. Dominés, les Italiens encaissent un nouvel essai de Jack Wilis après une pénalité joué rapidement à l'heure de jeu. Les Italiens montrent de l’orgueil et marquent un bel essai par l'intermédiaire de Tommaso Allan après deux passes effectuées après contact, l'Italie est alors menée 34-18. 
L'Angleterre marque un ultime essai à dix minutes de la fin du match, Elliot Daly bien dégagé sur l'aile reçoit le ballon après une belle passe sautée de Dan Robson. Transformé, l'essai permet aux anglais de s'imposer 41 à 18.
L'Angleterre se relance sans réellement convaincre face à une équipe italienne animée de bonnes intentions mais trop souvent punie. L'Angleterre se déplacera au Pays de Galles lors de la troisième journée pour essayer de contrer le début de tournoi gallois. L'Italie recevra l'Irlande à Rome pour tenter de briser la spirale négative.
Après ce match de nombreux journalistes français et d'outre manche remettent en cause la présence de l'Italie dans le tournoi. Débordée par une solide équipe de France lors de la première journée, les joueurs transalpins encaissent de nouveau plus de 40 points face à une timide équipe d'Angleterre. Un total de 29 défaites de rang dans le tournoi (la dernière victoire remontant à 2015) poussent les observateurs à remettre en cause la présence de la Squadra Azzura dans le tournoi, Rétrogradation et remplacement de l'Italie par la Géorgie pour les plus radicaux, match de barrage entre le dernier du Six Nations et le premier du Championnat international d'Europe pour les plus souples. A lapproche d'une 30ème défaite d'affilée dans le tournoi, la présence de l'Italie dans la compétition semble de plus en plus soumise à débat.
| Angleterre · Titulaires · 15 Elliot Daly · 14 Anthony Watson 27e 50e · 13 Henry Slade · 12 Owen Farrell · 11 Jonny May 42e · 10 George Ford · 9 Ben Youngs 50e · 8 Billy Vunipola · 7 Tom Curry · 6 Courtney Lawes · 5 Jonny Hill 14e 52e · 4 Maro Itoje · 3 Kyle Sinckler · 2 Luke Cowan-Dickie 52e · 1 Mako Vunipola · Remplaçants · 16 Jamie George 52e · 17 Ellis Genge 52e · 18 Will Stuart · 19 Charlie Ewels 52e · 20 Ben Earl · 21 Jack Willis · 22 Dan Robson 50e · 23 Max Malins · Entraîneur · Eddie Jones |  | Italie · Titulaires · Jacopo Trulla 15 · Luca Sperandio 14 · Juan Ignacio Brex 13 · 50e Carlo Canna 12 · 3e Monty Ioane 11 · Paolo Garbisi 10 · Stephen Varney 9 · 46e Michele Lamaro 8 · Johan Meyer 7 · 26e 32e Sebastian Negri 6 · David Sisi 5 · Marco Lazzaroni 4 · 17e 25e 44e Marco Riccioni 3 · Luca Bigi 2 · 31e Andrea Lovotti 1 · Remplaçants · Gianmarco Lucchesi 16 · 31e Danilo Fischetti 17 · 17e 25e 44e Giosue Zilocchi 18 · 46e Niccolò Cannone 19 · 26e 32e Federico Ruzza 20 · Guglielmo Palazzani 21 · Tommaso Allan 22 · 50e Federico Mori 23 · Entraîneur · Franco Smith |

### Écosse - Galles
(mt 17 - 8)
Homme du match : Louis Rees-Zammit 
Points marqués :
Écosse :
- 3 essais de Graham (19e), Hogg (25e, 65e)
- 3 transformations de Russell (19e, 26e, 66e)
- 1 pénalité de Russell (11e)

Pays de Galles :
- 4 essais de Rees-Zammit (38e, 70e), Williams (51e), Jones (56e)
- 1 transformation de Sheedy (52e)
- 1 pénalité de Halfpenny (8e)

Évolution du score : 0-3, 3-3, 10-3, 17-3, 17-8 mt, 17-15, 17-20, 24-20, 24-25
Arbitre :  Matthew Carley
Résumé : L'Écosse accueille le Pays de Galles à Murrayfield après son succès historique contre l’Angleterre à Twickenham. Les Gallois sortent quant à eux d'une victoire compliquée face à l'Irlande. 
Le XV du Poireau ouvre le score à la 6ème minute de jeu grâce à la botte de Leigh Halfpenny. Finn Russell lui répond quatre minutes plus tard : 3-3. Sur le même rythme que face à l'Angleterre, l'Écosse pousse, et Darcy Graham marque le premier essai du match sur une belle inspiration d'Ali Price au pied. Transformé, l'essai permet à l'Écosse de mener au score 10-3 à la 18ème minute de jeu. L'Écosse marque un deuxième essai, cinq minutes plus tard par Stuart Hogg qui tape au pied pour lui même et aplatit dans l'en-but. L'Écosse mène 17-3 après la transformation de Russell juste avant la demi-heure de jeu. Les Gallois réduisent l’écart juste avant la mi-temps grâce Louis Rees-Zammit en bout de ligne qui efface le dernier défenseur d'un crochet intérieur. A la mi-temps le Pays de Galles est dominé 17-8.
Dix minutes après la reprise, le pack gallois prend néanmoins les affaires en main et enfonce la défense du Chardon sur un groupé pénétrant. Le ballon est écarté jusqu'à Liam Williams qui marque le deuxième essai de son équipe. Le match est alors totalement relancé après la transformation : 17-15. Mais le tournant du match à lieu trois minutes plus tard, quand un carton rouge est adressé au pilier droit Zander Fagerson pour un déblayage dangereux. Les Gallois profitent d'une seconde supériorité numérique définitive qui permet à leur pack d'avants d'enfoncer encore plus les Écossais. Le ballon est libéré et Wyn Jones marque le troisième essai gallois leur permettant de prendre l'avantage au score : 17-20. Mais le XV du Chardon n'abdique pas et montre du répondant malgré leur carton rouge. Après une mêlée à cinq mètres sous les poteaux gallois, le ballon est éjecté sur la droite et Stuart Hogg résiste au plaquage pour marquer son deuxième essai du match. L'essai est transformé et l'Écosse reprend l'avantage 24-20. Mais à dix minutes de la fin du match, Louis Rees-Zammit, auteur d'une belle prestation, marque l'essai de la victoire : décalé sur le côté droit, l'ailier déborde et trompe l’arrière adverse avec un coup de pied par-dessus et rattrape le cuir dans l'en-but. 
Les Écossais vaillants jusqu'au bout, ne parviennent pas à marquer et laissent la victoire leur échapper, mais capitalisent tout de même un point de bonus défensif avant leur déplacement à Paris. Malgré les critiques portées sur leur jeu, les Gallois sont encore en course pour le grand chelem et tenteront de maintenir leur cap à domicile en recevant l'Angleterre.
| Écosse · Titulaires · 15 Stuart Hogg 25e 65e · 14 Darcy Graham 19e 57e · 13 Chris Harris · 12 James Lang 71e · 11 Duhan van der Merwe · 10 Finn Russell · 9 Ali Price · 8 Matt Fagerson · 7 Hamish Watson · 6 Blade Thomson 13e · 5 Jonny Gray · 4 Scott Cummings · 3 Zander Fagerson 54e · 2 George Turner 69e · 1 Rory Sutherland 69e · Remplaçants · 16 David Cherry 69e · 17 Oli Kebble 69e · 18 WP Nel 57e · 19 Richie Gray 56e · 20 Gary Graham 13e 56e · 21 Scott Steele · 22 Jaco van der Walt · 23 Huw Jones 71e · Entraîneur · Gregor Townsend |  | Pays de Galles · Titulaires · 33e Leigh Halfpenny 15 · 38e 70e Louis Rees-Zammit 14 · Owen Watkin 13 · Nick Tompkins 12 · 51e Liam Williams 11 · 49e Dan Biggar 10 · 49e Gareth Davies 9 · Taulupe Faletau 8 · Justin Tipuric 7 · 63e Aaron Wainwright 6 · 71e Alun Wyn Jones 5 · Adam Beard 4 · 63e Tomas Francis 3 · 71e Ken Owens 2 · 78e 56e Wyn Jones 1 · Remplaçants · 71e Elliot Dee 16 · 78e Rhodri Jones 17 · 63e Leon Brown 18 · 71e Will Rowlands 19 · 63e James Botham 20 · 49e Kieran Hardy 21 · 49e Callum Sheedy 22 · 33e Willis Halaholo 23 · Entraîneur · Wayne Pivac |

### Irlande - France
(mt  3 - 10)
Homme du match : Brice Dulin 
Points marqués :
Irlande :
- 1 essai de Kelleher (57e)
- 1 transformation de Byrne (58e)
- 2 pénalités de Burns (21e), Byrne (65e)

France :
- 2 essais d'Ollivon (29e), Penaud (55e)
- 1 transformation de Jalibert (31e)
- 1 pénalité de Jalibert (39e)

Évolution du score : 3-0, 3-7, 3-10, mt, 3-15, 10-15, 13-15
Résumé : La France se déplace en Irlande pour confirmer ses progrès et valider sa solide prestation à Rome. De son côté l'Irlande a laissé échapper de peu sa victoire au Pays de Galles et est en course pour décrocher son premier succès dans le tournoi.
Le début de match est cadenassé est l'Irlande ouvre le score au bout de 20minute grâce à une pénalité de Billy Burns. La France est chahutée et peine à imposer son jeu. Bernard Le Roux obtient un carton jaune pour un croche patte sur un irlandais, mais contre toute attente les tricolores marquent le premier essai du match en infériorité numérique. Après une succession de passes après contact, Penaud casse deux plaquages et est repris à quelques mètres de l'en-but. Le ballon est éjecté sur l'autre aile et Fickou transmet d'une passe en cloche à son capitaine Charles Ollivon qui aplatit. Transformé, l'essai permet à la France de mener 3-7, puis 3-10 après une pénalité de Jalibert. Le score ne bougera plus jusqu'à la mi-temps.
Le début de seconde période est à l'avantage des Français qui se montrent plus incisifs et poussent les Irlandais à reculer. Penaud marque même le deuxième essai du match après un renversement de jeu sur la droite. Brice Dulin exploite idéalement le surnombre et transmet à son ailier qui marque en bout de ligne. L'essai n'est pas transformé 3-15. L'Irlande revient au score deux minutes plus tard avec un essai de Ronan Kelleher qui profite d'un faux rebond après un contre en touche de l'alignement tricolore : 10-15. L'Irlande reprend le cours du jeu, mais la défense française ne laisse aucun espace. A un quart d'heure de la fin du match, les Irlandais marquent une pénalité et reviennent à deux points seulement de l'équipe de France. La fin de match est tendue, et la France montre une défense agressive pour repousser les assauts irlandais. Le ballon est finalement gratté par Antoine Dupont qui permet aux XV de France de se dégager et de ramener un succès de Dublin, son premier depuis dix ans. 
L'Irlande commence mal son tournoi avec deux défaites dont une à domicile et tentera de se relancer en accueillant l'Italie. La France quant à elle est toujours en course pour le Grand Chelem (avec le Pays de Galles) et commence idéalement son tournoi avec deux victoires à l'extérieur. Elle accueillera l'Écosse au stade de France le 28 février pour poursuivre ses ambitions.
| Irlande · Titulaires · 15 Hugo Keenan · 14 Keith Earls 68e · 13 Garry Ringrose · 12 Robbie Henshaw · 11 James Lowe · 10 Billy Burns 42e · 9 Jamison Gibson-Park · 8 CJ Stander · 7 Josh van der Flier 65e · 6 Rhys Ruddock · 5 Iain Henderson 42e 59e · 4 Tadhg Beirne 73e · 3 Andrew Porter 53e · 2 Rob Herring 54e · 1 Cian Healy 42e 57e 70e · Remplaçants · 16 Rónan Kelleher 57e 54e · 17 Ed Byrne 42e 57e 70e · 18 Tadhg Furlong 53e · 19 Ultan Dillane 42e 59e 73e · 20 Will Connors 65e · 21 Craig Casey · 22 Ross Byrne 42e · 23 Jordan Larmour 68e · Entraîneur · Andy Farrell |  | France · Titulaires · Brice Dulin 15 · 67e 55e Damian Penaud 14 · Arthur Vincent 13 · Gaël Fickou 12 · Gabin Villière 11 · Matthieu Jalibert 10 · Antoine Dupont 9 · Grégory Alldritt 8 · 29e Charles Ollivon 7 · 67e Anthony Jelonch 6 · 70e Paul Willemse 5 · 24e à 34eBernard Le Roux 4 · 56e Mohamed Haouas 3 · 76e Julien Marchand 2 · 76e Cyril Baille 1 · Remplaçants · 76e Pierre Bourgarit 16 · 76e Hassane Kolingar 17 · 56e Uini Atonio 18 · 70e Romain Taofifénua 19 · 67e Dylan Cretin 20 · Baptiste Serin 21 · Anthony Bouthier 22 · 67e Teddy Thomas 23 · Entraîneur · Fabien Galthié |

## Troisième journée

### Italie - Irlande
(mt 10 - 27)
Homme du match : Tadhg Beirne 
Points marqués :
Italie :
- 1 essai de Meyer (40e)
- 1 transformation de Garbisi (40e)
- 1 pénalité de Garbisi (4e)

Irlande :
- 6 essais de Ringrose (12e), Keenan (32e), Connors (36e, 67e), Stander (44e), Earls (80e)
- 6 transformations de Sexton (12e, 33e, 38e, 45e, 67e, 80e)
- 2 pénalités de Sexton (6e, 18e)

Évolution du score : 3-0, 3-3, 3-10, 3-13, 3-20, 3-27, 10-27, mt, 10-34, 10-41, 10-48
Résumé : En ce début de 3ème journée, ce sont deux équipes à la recherche d'une première victoire dans le tournoi, qui s'affrontent. Toutes deux déjà battues par la France, elles ont également subi une défaite contre le Pays de Galles pour l'Irlande, et contre l'Angleterre pour l'Italie. 
Après une première pénalité de part et d'autre, l'Irlande domine et profite de sa puissance physique pour pilonner l'en-but transalpin. Gary Ringrose franchit la ligne et marque le premier essai de la partie. Transformé, il permet aux Irlandais de mener 10-3. Après une nouvelle pénalité, l'Irlande marque un deuxième essai dans un beau jeu de mouvement, Hugo Keenan perce le rideau défensif adverse et s'en va aplatir.  La transformation sous les poteaux permet à l'Irlande de dominer son adversaire : 20-3 à la demi-heure de jeu. Des Italiens dépassés encaissent même un troisième essai juste avant la mi temps, grâce à Will Connors placé sur l'aile qui termine le travail. Mais les Italiens réduisent l'écart à la dernière seconde de la mi-temps après que Paolo Garbisi ait donné après contact à son troisième ligne aile : Johan Meyer. Les deux équipes se séparent à la mi temps sur le score de 10-27. 
Rapidement, les Irlandais reprennent les choses en main et marquent leur quatrième essai synonyme de bonus offensif en comptant une nouvelle fois sur leur puissance physique. CJ Stander aplatit le ballon sur la ligne après une série de pick and go. Performant, Johnathan Sexton transforme une nouvelle fois l'essai : 10-34. Peu avant l'heure de jeu, l'italie va connaitre une double peine avec un carton jaune, offrant trois points de plus aux irlandais. Quelques minutes plus tard un second carton jaune amène les Italiens à jouer à 13 contre 15. Lourd de conséquences, ce carton jaune permet aux Irlandais de capitaliser un cinquième essai, à nouveau inscrit par Johan Connors. Le 100% de Sexton se poursuit et l'Irlande maîtrise le match 41-10. En toute fin de match, l'Irlande enfonce le clou avec un essai de Keith Earls bien servi sur son aile par une passe laser de Sexton. Une fois de plus l'essai est transformé, offrant à Sexton un 100% au pied. Score Final 48-10. 
L'Italie dominée dans presque tous les secteurs de jeu signe une trentième défaite de rang et devra trouver des ressources insoupçonnées pour espérer décrocher leur premier point dans le tournoi face aux gallois. L'Irlande de son côté signe sa première victoire du tournoi avant deux rendez-vous cruciaux : A Murrayfield d’abord, face à une Écosse en pleine possession de ses moyens, avant d’accueillir l’Angleterre à Dublin pour la clôture du tournoi.
| Italie · Titulaires · 15 Jacopo Trulla · 14 Luca Sperandio 41e · 13 Juan Ignacio Brex 67e · 12 Carlo Canna · 11 Monty Ioane 60e 75e · 10 Paolo Garbisi · 9 Callum Braley 78e · 8 Michele Lamaro · 7 Johan Meyer 40e · 6 Sebastian Negri 75e · 5 David Sisi · 4 Marco Lazzaroni 44e · 3 Marco Riccioni 44e 60e 70e · 2 Luca Bigi 65e à 75e 75e · 1 Andrea Lovotti 44e 69e · Remplaçants · 16 Gianmarco Lucchesi 70e · 17 Cherif Traorè 44e 69e · 18 Giosuè Zilocchi 59e à 70e 44e · 19 Niccolò Cannone 44e · 20 Maxime Mbanda 75e · 21 Guglielmo Palazzani 78e · 22 Federico Mori 67e · 23 Mattia Bellini 41e · Entraîneur · Franco Smith |  | Irlande · Titulaires · 31e Hugo Keenan 15 · 41e Jordan Larmour 14 · 11e Garry Ringrose 13 · 71e Robbie Henshaw 12 · James Lowe 11 · Jonathan Sexton 10 · 63e Jamison Gibson-Park 9 · 63e 43e CJ Stander 8 · 36e 66e Will Connors 7 · Tadhg Beirne 6 · James Ryan 5 · 63e Iain Henderson 4 · 47e Tadhg Furlong 3 · 63e Rónan Kelleher 2 · 47e Dave Kilcoyne 1 · Remplaçants · 63e Rob Herring 16 · 47e Cian Healy 17 · 47e Andrew Porter 18 · 63e Ryan Baird 19 · 63e Jack Conan 20 · 63e Craig Casey 21 · 71e Billy Burns 22 · 41e 80e Keith Earls 23 · Entraîneur · Andy Farrell |

### Galles - Angleterre
(mt 17 - 14)
Homme du match : Taulupe Faletau 
Points marqués :
Pays de Galles :
- 4 essais de Adams (16e), Williams (30e), Hardy (49e), Hill (80e)
- 4 transformations de Biggar (17e, 31e), Sheedy (50e, 80e)
- 4 pénalités de Biggar (6e), Sheedy (67e, 70e, 75e)

Angleterre :
- 2 essais de Watson (36e), Youngs (62e)
- 1 transformation de Farrell (63e)
- 4 pénalités de Farrell (12e, 20e, 40e, 53e)

Évolution du score : 3-0, 3-3, 10-3, 10-6, 17-6, 17-11, 17-14, mt, 24-14, 24-17, 24-24, 27-24, 30-24, 33-24, 40-24
Résumé : Le Pays de Galles toujours en course pour un Grand Chelem accueille l'Angleterre qui fait face à un début de tournoi mitigé après une défaite historique à Twickenham contre l'Écosse et une victoire peu convaincante contre l'Italie. 
Dès la 5ème minute de jeu, Dan Biggar donne l'avantage aux gallois avec une pénalité. L'Angleterre revient cinq minutes plus tard avec un coup de pied plein axe d'Owen Farrell. Au quart d'heure de jeu les gallois marquent un premier essai sur un coup de pied envoyé à l'aile à la suite d'une pénalité. Josh Adams récupère en l'air et marque. Essai transformé. Les gallois mènent dans un premier temps de 7 points mais une nouvelle pénalité pour le XV de la Rose ramène les anglais à hauteur 10-6 à la 20ème minute de jeu. Le second essai gallois intervient à la demi heure de jeu, après une perte de balle du côté des diables rouges. L'arbitre estime à la vidéo que le ballon part en arrière et profite à Liam Williams qui s'en va marquer. Transformé, l'essai permet aux gallois de mener 17-6. Les anglais réagissent dans les cinq dernières minutes de la première mi-temps et marquent leur premier essai par l'intermédiaire d'Anthony Watson, qui efface d'un crochet intérieur son vis-à-vis gallois, en bout de ligne. L'essai n'est pas transformé, mais les anglais profitent d'une ultime pénalité dans le temps additionnel pour se rapprocher à trois points des locaux : 17-14 à la mi temps. 
Quelques minutes à peine après le coup d'envoi de la seconde période, les gallois bénéficient d'une pénalité plein axe que le jeune demi de mêlée Kieran Hardy joue rapidement. Les anglais, non replacés, subissent la traversée du 9 gallois qui inscrit le troisième essai gallois. Essai transformé : le Pays de Galles reprend une marge sur son adversaire : 24-14. Une pénalité de Farrell plus tard, les anglais rendent le coup aux gallois avec un essai de Ben Youngs. À la suite d'une action menée au large, Johnny May est rattrapé à quelques mètres de l'en-but gallois. Le demi de mêlée anglais feinte la passe, surprend Wyn Jones intérieur et marque le deuxième essai anglais. Transformé. L'Angleterre égalise 24-24 peu après l'heure de jeu.                                 Mais les anglais commettent trop de fautes et offrent trois pénalités aux gallois en un quart d'heure. Les gallois reprennent ainsi le large 33-24. A la toute fin du temps réglementaire les gallois enfoncent le clou et marquent l'essai du bonus offensif par le troisième ligne entrant Corry Hill. L'essai sera transformé et clôturera le score 40-24. 
Avec ce nouveau revers, les tenant du titre anglais semblent renoncer à toute victoire possible dans le tournoi, tandis que les gallois s'ouvrent un boulevard vers le grand chelem en attendant leurs déplacements à Rome puis à Paris face à un XV de France également en course pour le grand chelem. 
Après ce match, l'arbitrage de Pascal Gaüzère est fortement critiqué par la presse anglaise, relatant deux décisions arbitrales douteuses. Sur le premier essai d'abord, où les tabloïds estiment que l'arbitre n'a pas laissé assez de temps à la défense anglaise pour se replacer, après avoir annoncé la remise en marche du chronomètre, rendant ainsi la passe décisive au pied invalide. La seconde décision concerne le second essai gallois analysé à la vidéo, où les journalistes estiment que la perte de balle galloise était en avant et que l'action n'aurait donc pas dû se poursuivre.  
| Pays de Galles · Titulaires · 15 Liam Williams 30e · 14 Louis Rees-Zammit · 13 George North · 12 Jonathan Davies 50e · 11 Josh Adams 16e · 10 Dan Biggar 45e · 9 Kieran Hardy 48e 65e · 8 Taulupe Faletau · 7 Justin Tipuric · 6 Josh Navidi · 5 Alun Wyn Jones · 4 Adam Beard 56e · 3 Tomas Francis 67e · 2 Ken Owens 63e · 1 Wyn Jones 63e · Remplaçants · 16 Elliot Dee 63e · 17 Rhodri Jones 63e · 18 Leon Brown 67e · 19 Cory Hill 79e 56e · 20 James Botham 70e · 21 Gareth Davies 65e · 22 Callum Sheedy 45e · 23 Willis Halaholo 50e · Entraîneur · Wayne Pivac |  | Angleterre · Titulaires · 75e Elliot Daly 15 · 36e Anthony Watson 14 · Henry Slade13 · Owen Farrell 12 · Jonny May 11 · George Ford 10 · 70e 62e Ben Youngs 9 · Billy Vunipola 8 · Tom Curry 7 · 71e Mark Wilson 6 · 58e Jonny Hill 5 · Maro Itoje 4 · Kyle Sinckler 3 · 61e Jamie George 2 · 67e Mako Vunipola 1 · Remplaçants · 61e Luke Cowan-Dickie 16 · 67e Ellis Genge 17 · Will Stuart 18 · 58e Charlie Ewels 19 · George Martin 20 · 71e Ben Earl 21 · 70e Dan Robson 22 · 75e Max Malins 23 · Entraîneur · Eddie Jones |

### France - Écosse
(mt 13 - 10 )
Homme du match : Gaël Fickou
Points marqués : 
France :
- 3 essais de Dulin (36e), Penaud (46e), Rebbadj (66e)
- 1 transformation de Ntamack (37e)
- 2 pénalités de Ntamack (9e, 28e)

Écosse :
- 3 essais de Van der Merwe (15e, 80e), Cherry (61e)
- 3 transformations de Russell (15e, 62e, 80e)
- 2 pénalités de Russell (19e, 53e)

Évolution du score : 3-0, 3-7, 3-10, 6-10, 13-10, mt, 18-10, 18-13, 18-20, 23-20, 23-27
Arbitre :  Wayne Barnes
Résumé : 
| France · Titulaires · 15 Brice Dulin 36e · 14 Damian Penaud 46e · 13 Virimi Vakatawa 60e · 12 Arthur Vincent · 11 Gaël Fickou · 10 Romain Ntamack · 9 Antoine Dupont 71e · 8 Grégory Alldritt · 7 Charles Ollivon · 6 Anthony Jelonch 63e · 5 Swan Rebbadj 66e · 4 Bernard Le Roux 50e · 3 Mohamed Haouas 61e · 2 Julien Marchand 56e · 1 Cyril Baille 56e · Remplaçants · 16 Camille Chat 56e · 17 Jean-Baptiste Gros 56e · 18 Uini Atonio 61e · 19 Romain Taofifénua 50e · 20 Dylan Cretin 63e · 21 Baptiste Serin 74e à 80e 71e · 22 Anthony Bouthier · 23 Teddy Thomas 60e · Entraîneur · Fabien Galthié |  | Écosse · Titulaires · 40e à 50e Stuart Hogg 15 · 67e Darcy Graham 14 · Chris Harris 13 · 73e Sam Johnson 12 · 15e 80eDuhan van der Merwe 11 · 71e Finn Russell 10 · Ali Price 9 · 67e Nick Haining 8 · Hamish Watson 7 · Jamie Ritchie 6 · Grant Gilchrist 5 · 75e Sam Skinner 4 · 63e 70e Zander Fagerson 3 · 59e George Turner 2 · 49e Rory Sutherland 1 · Remplaçants · 59e 61e David Cherry 16 · 49e Oli Kebble 17 · 63e 70e Simon Berghan 18 · 75e Alex Craig 19 · 67e Ryan Wilson 20 · Scott Steele 21 · 73e Adam Hastings 22 · 67e Huw Jones 23 · Entraîneur · Gregor Townsend |

## Quatrième journée

### Italie - Galles
(mt 0 - 27)
Homme du match : Josh Navidi 
Points marqués :
Italie :
- 1 essai de Ioane (51e)
- 1 transformation de Garbisi (52e)

Pays de Galles :
- 7 essais de Adams (8e), Faletau (14e), Owens (21e, 30e), North (42e), Sheedy (60e), Rees-Zammit (64e)
- 5 transformations de Biggar (9e, 22e, 43e), Sheedy (61e, 65e)
- 1 pénalité de Biggar (3e)

Évolution du score :  0-3, 0-8, 0-10, 0-15, 0-20, 0-22, 0-27 mt, 0-32, 0-34, 5-34, 7-34, 7-39, 7-41, 7-46, 7-48
Résumé :
| Italie · Titulaires · 15 Jacopo Trulla 36e · 14 Mattia Bellini · 13 Juan Ignacio Brex · 12 Carlo Canna · 11 Monty Ioane 51e 7e 18e 66e 68e · 10 Paolo Garbisi 54e · 9 Stephen Varney 63e · 8 Michele Lamaro · 7 Johan Meyer 18e 36e · 6 Sebastian Negri · 5 David Sisi · 4 Niccolò Cannone 52e · 3 Giosuè Zilocchi 26e 66e 68e · 2 Luca Bigi 7e à 18e · 1 Danilo Fischetti 65e · Remplaçants · 16 Oliviero Fabiani 7e 18e · 17 Andrea Lovotti 65e · 18 Marco Riccioni 57e à 68e 33e · 19 Marco Lazzaroni 52e 63e · 20 Maxime Mbanda 26e 33e 63e · 21 Marcello Violi 63e · 22 Federico Mori 54e · 23 Edoardo Padovani 43e · Entraîneur · Franco Smith |  | Pays de Galles · Titulaires · Liam Williams 15 · 64e Louis Rees-Zammit 14 · 46e 42e George North 13 · Jonathan Davies 12 · 8e Josh Adams 11 · 52e Dan Biggar 10 · 52e Gareth Davies 9 · 52e 14e Taulupe Faletau 8 · Justin Tipuric 7 · Josh Navidi 6 · 54e Alun Wyn Jones 5 · Cory Hill 4 · 45e Tomas Francis 3 · 54e 21e 30e Ken Owens 2 · 57e Wyn Jones 1 · Remplaçants · 54e Elliot Dee 16 · 57e Rhys Carré 17 · 45e Leon Brown 18 · 54e Jake Ball 19 · 52e Aaron Wainwright 20 · 52e Lloyd Williams 21 · 52e 60e Callum Sheedy 22 · 46e Willis Halaholo 23 · Entraîneur · Wayne Pivac |

### Angleterre - France
(mt 13 - 17)
Homme du match : Anthony Watson 
Points marqués :
Angleterre :
- 2 essais de Watson (10e), Itoje (76e)
- 2 transformations de Farrell (12e), (78e)
- 3 pénalités de Farrell (15e), (20e), (54e)

France :
- 2 essais de Dupont (2e), Penaud (32e)
- 2 transformations de Jalibert (3e), (33e)
- 2 pénalités de Jalibert (29e), (50e)

Évolution du score :  0-5, 0-7, 5-7, 7-7, 10-7, 13-7, 13-10, 13-15, 13-17 mt, 13-20, 16-20, 21-20, 23-20
Résumé :
| Angleterre · Titulaires · 15 Max Malins 63e · 14 Anthony Watson 10e · 13 Henry Slade 72e · 12 Owen Farrell · 11 Jonny May · 10 George Ford · 9 Ben Youngs 76e · 8 Billy Vunipola · 7 Tom Curry · 6 Mark Wilson 63e · 5 Charlie Ewels 78e · 4 Maro Itoje 76e · 3 Kyle Sinckler 72e · 2 Luke Cowan-Dickie 72e · 1 Mako Vunipola 63e · Remplaçants · 16 Jamie George 72e · 17 Ellis Genge 63e · 18 Will Stuart 72e · 19 Jonny Hill 78e · 20 Ben Earl 63e · 21 Dan Robson 76e · 22 Ollie Lawrence 72e · 23 Elliot Daly 63e · Entraîneur · Eddie Jones |  | France · Titulaires · Brice Dulin 15 · Teddy Thomas 14 · Virimi Vakatawa 13 · Gaël Fickou 12 · 32e Damian Penaud 11 · Matthieu Jalibert 10 · 2e Antoine Dupont 9 · Grégory Alldritt 8 · Charles Ollivon 7 · 72e Dylan Cretin 6 · Paul Willemse 5 · 59e Romain Taofifénua 4 · 59e Mohamed Haouas 3 · 72e Julien Marchand 2 · 68e Cyril Baille 1 · Remplaçants · 72e Camille Chat 16 · 68e Jean-Baptiste Gros 17 · 59e Dorian Aldegheri 18 · 59e Cyril Cazeaux 19 · 72e Cameron Woki 20 · Anthony Jelonch 21 · Baptiste Serin 22 · Romain Ntamack 23 · Entraîneur · Fabien Galthié |

### Écosse - Irlande
(mt 10 - 14)
Homme du match : Tadhg Beirne 
Points marqués :
Écosse :
- 3 essais de Russell (28e), Jones (60e), Watson (74e)
- 3 transformations de Russell (28e), Hogg (61e, 74e)
- 1 pénalité de Russell (12e)

Irlande :
- 2 essais de Henshaw (8e), Beirne (49e)
- 1 transformation de Sexton (50e)
- 5 pénalités de Sexton(4e, 35e, 40e, 55e, 77e)

Évolution du score : 0-3, 0-8, 3-8, 8-8, 10-8, 10-11, 10-14, mt, 10-19, 10-21, 10-24, 15-24, 17-24, 22-24, 24-24 24-27
Résumé :
| Écosse · Titulaires · 15 Stuart Hogg · 14 Sean Maitland · 13 Chris Harris 55e · 12 Sam Johnson · 11 Duhan van der Merwe · 10 Finn Russell 28e 63e · 9 Ali Price · 8 Matt Fagerson · 7 Hamish Watson 74e · 6 Jamie Ritchie 63e · 5 Jonny Gray 55e · 4 Scott Cummings 66e · 3 Willem Petrus Nel 55e · 2 George Turner 64e · 1 Rory Sutherland 66e · Remplaçants · 16 David Cherry 64e · 17 Jamie Bhatti 66e · 18 Simon Berghan 55e · 19 Grant Gilchrist 55e · 20 Nick Haining 63e · 21 Scott Steele 66e · 22 Huw Jones 60e 55e · 23 Darcy Graham 63e · Entraîneur · Gregor Townsend |  | Irlande · Titulaires · Hugo Keenan 15 · Keith Earls 14 · Garry Ringrose 13 · 8e Robbie Henshaw 12 · 69e James Lowe 11 · Jonathan Sexton 10 · Jamison Gibson-Park 9 · CJ Stander 8 · Will Connors 7 · 64e 49e Tadhg Beirne 6 · 71e James Ryan 5 · Iain Henderson 4 · 55e Tadhg Furlong 3 · 64e Rob Herring 2 · 55e Cian Healy 1 · Remplaçants · 64e Rónan Kelleher 16 · 55e Dave Kilcoyne 17 · 55e Andrew Porter 18 · 71e Ryan Baird 19 · 64e Jack Conan 20 · Conor Murray 21 · Billy Burns 22 · 69e Jordan Larmour 23 · Entraîneur · Andy Farrell |

## Cinquième journée

### Écosse - Italie
(mt  24 - 10)
Homme du match : Hamish Watson
Points marqués :
Écosse :
- 8 essais de Cherry (11e, 44e), van der Merwe (14e, 71e), Graham (21e), Jones (28e), Steele (53e), Sam Johnson (65e)
- 6 transformations de Hogg (14e, 29e, 46e, 54e, 66e, 72e)

Italie :
- 1 essai de Luca Bigi (5e)
- 1 transformation de Paolo Garbisi (6e)
- 1 pénalité de Paolo Garbisi (16e)

Évolution du score : 0-5, 0-7, 5-7, 10-7, 12-7, 12-10, 17-10, 22-10, 24-10 mt, 29-10, 31-10, 36-10, 38-10, 43-10, 45-10, 50-10 52-10
Résumé :
| Écosse · Titulaires · 15 Sean Maitland 55e · 14 Darcy Graham 21e · 13 Huw Jones 28e · 12 Sam Johnson 65e 66e · 11 Duhan van der Merwe 14e 71e · 10 Stuart Hogg · 9 Scott Steele 53e 55e · 8 Matt Fagerson · 7 Hamish Watson 66e · 6 Jamie Ritchie · 5 Grant Gilchrist 62e · 4 Sam Skinner · 3 Zander Fagerson 49e · 2 David Cherry 11e 44e 49e · 1 Rory Sutherland 49e · Remplaçants · 16 George Turner 49e · 17 Jamie Bhatti 49e · 18 Simon Berghan 49e · 19 Alex Craig 62e · 20 Nick Haining 66e · 21 Ali Price 55e · 22 Jaco van der Walt 55e · 23 Chris Harris 66e · Entraîneur · Gregor Townsend |  | Italie · Titulaires · Edoardo Padovani 15 · Mattia Bellini 14 · Juan Ignacio Brex 13 · 20e à 30e 54e Federico Mori 12 · 61e à 72e Monty Ioane 11 · 54e Paolo Garbisi 10 · 70e Stephen Varney 9 · Michele Lamaro 8 · 76e Johan Meyer 7 · 52e à 62e Sebastian Negri 6 · 62e Federico Ruzza 5 · Niccolò Cannone 4 · 33e Marco Riccioni 3 · 70e 6e Luca Bigi 2 · 70e Danilo Fischetti 1 · Remplaçants · 70e Gianmarco Lucchesi 16 · 70e Andrea Lovotti 17 · 33e Giosue Zilocchi 18 · 76e Riccardo Favretto 19 · 62e Maxime Mbanda 20 · 70e Marcello Violi 21 · 54e Carlo Canna 22 · 54e Marco Zanon 23 · Entraîneur · Franco Smith |

### Irlande - Angleterre
(mt 20 - 6)
Homme du match : Robbie Henshaw 
Points marqués :
Irlande :
- 2 essais de Earls (21e), Conan (36e)
- 2 transformations de Sexton (23e,37e)
- 6 pénalités de Sexton (17e, 29e, 50e, 61e 68e, 73e)

Angleterre :
- 2 essais de Youngs (63e), May (78e)
- 1 transformation de Daly (78e)
- 2 pénalités de Farrell (8e, 26e)

Évolution du score : 0-3, 3-3, 8-3, 10-3, 10-6, 13-6, 18-6, 20-6, mt, 23-6, 26-6, 26-11, 29-11, 32-11, 32-16, 32-18
Arbitre :  Mathieu Raynal
Résumé : Après son succès contre le XV de France, l'Angleterre peut sauver son tournoi en battant l'Irlande qui de son côté, ne peut plus jouer le titre. 
Le XV de la Rose ouvre le score par la botte d'Owen Farrell, avant que Sexton ne lui rende son coup de pied dix minutes plus tard menant le score à 3-3. Quelques minutes plus tard, l'Irlande joue une touche en fond de ligne. Le ballon est volleyé par Henderson à Keith Earls lancé à pleine vitesse. Sa course prend de vitesse toute la défense anglaise et laisse sur le carreau Eliot Daly. L'essai est transformé menant la marque à 10-3 pour l'Irlande. Avec une pénalité supplémentaire de chaque côté, l'écart ne change pas jusqu'au deuxième essai irlandais. Sexton jouant une chandelle au pied voit son arrière Keanan s'imposer dans les airs. Après quelque temps de jeu, Jack Conan aplati en tendant le bras après une très belle séquence de jeu. Transformé, l'essai permet à l'Irlande de mener assez largement à la mi-temps 20-6. 
Outrageusement dominatrice, l'Irlande pousse les Anglais à la faute et Sexton passe deux nouvelles pénalités permettant de prendre vingt points d'avance à l'heure de jeu. Mais les Irlandais se retrouvent en infériorité numérique après le carton rouge de Bundee Aki pour une charge à l'épaule. Les Anglais réagissent alors, avec un essai de Ben Youngs qui combine avec son pilier Jamie George. Non transformé, les Anglais restent à l'écart 26-11. Si les Anglais sont en supériorité numérique, ils restent néanmoins totalement dominés par le XV du Trèfle qui glane deux pénalités supplémentaires, leur permettant de mener 32-11. A 13 contre 15 en toute fin de match, les Irlandais encaissent un deuxième essai par Johnny May, qui déborde son vis-à-vis après une belle passe sautée. Le match se termine sur le score de 32-18, clôturant le tournoi pour les deux nations. 
L'Irlande pointe à la deuxième place, derrière le Pays de Galles, en attendant les deux matchs restant du XV de France. Elle pourrait chuter à la troisième place du classement en cas de double victoire du XV de France (contre le Pays de Galles puis dans le match en retard contre l'Écosse) ou si le XV du Chardon gagne avec le bonus offensif son match en retard face à la France justement.   
L'Angleterre de son côté réalise un tournoi décevant. Après sa victoire lors de l'édition 2020, le XV de la Rose ne s'impose que deux fois durant cette édition en recevant trois fois. Elle termine 5e du classement juste devant l'Italie. 
| Irlande · Titulaires · 15 Hugo Keenan · 14 Keith Earls 22e · 13 Robbie Henshaw 79e · 12 Bundee Aki 64e · 11 Jacob Stockdale 78e · 10 Jonathan Sexton · 9 Conor Murray 78e à 80e · 8 Jack Conan 37e · 7 Josh van der Flier 64e · 6 CJ Stander · 5 Tadhg Beirne · 4 Iain Henderson 64e · 3 Tadhg Furlong 64e · 2 Rob Herring 71e · 1 Dave Kilcoyne 20e · Remplaçants · 16 Rónan Kelleher 71e · 17 Cian Healy 20e · 18 Andrew Porter 64e · 19 Ryan Baird 64e · 20 Peter O'Mahony 64e · 21 Jamison Gibson-Park · 22 Billy Burns 79e · 23 Jordan Larmour 78e · Entraîneur · Andy Farrell |  | Angleterre · Titulaires · Max Malins 15 · Anthony Watson 14 · Elliot Daly13 · 56e Owen Farrell 12 · 79e Jonny May 11 · 51e George Ford 10 · 64e Ben Youngs 9 · 64e Billy Vunipola 8 · Tom Curry 7 · 51e Mark Wilson 6 · 56e Charlie Ewels 5 · Maro Itoje 4 · 64e Kyle Sinckler 3 · 41e Luke Cowan-Dickie 2 · 41e Mako Vunipola 1 · Remplaçants · 41e Jamie George 16 · 41e Ellis Genge 17 · 64e Will Stuart 18 · 56e Jonny Hill 19 · 51e Ben Earl 20 · 64e George Martin 21 · 56e Dan Robson 22 · 51e Joe Marchant 23 · Entraîneur · Eddie Jones |

### France - Galles
(mt 17 - 17)
Homme du match : Brice Dulin 
Points marqués :
France :
- 4 essais de Taofifénua (6e), Dupont (14e), Ollivon (76e), Dulin (82e)
- 3 transformations de Jalibert (7e, 15e), Ntamack (77e)
- 2 pénalités  de Ntamack (34e, 54e)

Pays de Galles :
- 3 essais de Biggar (12e), Navidi (18e), Adams (50e)
- 3 transformations de Biggar (13e, 19e, 51e)
- 3 pénalités de Biggar (25e, 46e, 59e)

Évolution du score : 5-0, 7-0, 7-5, 7-7, 12-7, 14-7, 14-12, 14-14, 14-17, 17-17 mt, 17-20, 17-25, 17-27, 20-27, 20-30, 25-30, 27-30, 32-30
Arbitre :  Luke Pearce
Résumé : Match de tous les enjeux pour ce dernier match de la 5ème journée. D'abord le Pays de Galles joue son Grand Chelem. Après un début de tournoi poussif, les hommes de Wayne Pivac sont montés en rythme tout au long de la compétition jusqu'à leur victoire contre l'Angleterre. La France de son côté, après sa défaite à Twickenham, ne concourt plus pour le Grand Chelem mais peut encore remporter le tournoi. 
Le match commence avec beaucoup de rythme, et si les Gallois se montrent incisifs, c'est le XV de France qui marque en premier à la suite d'une combinaison de touche, qui voit Romain Taofifénua marquer le premier essai de la partie. La France mène 7-0 et inflige ses premiers points aux Gallois dans les dix premières minutes de jeu. Une première pour le XV du Poireau dans le tournoi. Mais les diables rouges réagissent et Dan Biggar lancé au ras de l'en-but français perce le dernier rideau défensif et marque le premier essai de son équipe. Transformé, les deux équipes sont à égalité. Mais la France se montre dangereuse sur chaque incursion dans le terrain adverse. Et seulement deux minutes après l'égalisation galloise, Brice Dulin tape au pied par-dessus la défense rouge. Jalibert récupère le cuir et joue le deux contre un pour l'essai d'Antoine Dupont. Transformé, la France reprend l'avantage 14-7. Mais pour chaque coup donné, le Pays de Galles réagit. Moins de 5 minutes plus tard ,Josh Navidi inscrit le deuxième essai gallois après une série de pick and go. Transformé, le score est de 14-14 au bout de 20 minutes de jeu. Les Gallois prennent l'avantage grâce à une pénalité de Dan Biggar avant que Matthieu Jalibert n'égalise et porte le score à la mi-temps à 17-17. 
En seconde période, les Gallois se montre plus agressifs et dominent la France sur presque tous les aspects du jeu. Après une pénalité de Biggar, Josh Adams profite d'un ballon mal contrôlé par Penaud à la suite d'un jeu au pied de Justin Tipuric, pour marquer le troisième essai de son équipe. Si l'essai est contesté, car la main de Dylan Cretin semble empêcher le Gallois d'aplatir, l'arbitre valide l’essai, qui permet au Pays de Galles de mener 17-27. Il est à noter qu'en raison du protocole, l'arbitre vidéo Wayne Barnes n'avait d'autre choix que de valider l'essai : Luke Pearce ayant précisé que sa décision terrain était "essai", il lui fallait, en tant qu'arbitre vidéo, trouver une raison claire et irréfutable de le refuser. Si Luke Pearce avait annoncé que sa décision terrain était de refuser l'essai, le même protocole aurait sans doute obligé Barnes à valider l'essai. L'explication orale qu'il donne à l'arbitre de champ va d'ailleurs dans ce sens. Romain Ntamack réduit l’écart sur pénalité peu avant l'heure de jeu, portant le score à 20-27.
Les 20 dernières minutes sont alors complètement folles. Louis Rees-Zammit inscrit un essai en bout de ligne permettant à son équipe de sceller le score. L'essai est finalement annulé pour un ballon aplatit sur la ligne de touche. Sur la même action, le pilier français Mohamed Haouas est sanctionné d'un carton jaune. Déjà en difficulté, la France va alors devoir évoluer à 14. Les Gallois profitent de la pénalité pour reprendre dix points d'avance : 20-30. Contre toute attente, la France en infériorité numérique reprend le cours du jeu et s'impose de plus en plus dans le camp gallois. Brice Dulin marque un essai en bout de ligne, encore une fois refusé, après un mauvais déblayage de Paul Willemse. A la vidéo, l'arbitre constate une fourchette sur le déblayage, et sanctionne le deuxième ligne français d'un carton rouge. La France finira le match à 14, tandis qu'elle était sur le point de retrouver son pilier droit. Et si tout semble sourire aux diables rouges, la France continue d'attaquer sans relâche et le capitaine français Charles Ollivon marque un essai à la 70ème minute de jeu. L'essai est finalement refusé car l'arbitre ne peut constater que le ballon ait bel et bien été aplati. Sur l'action, le troisième ligne Taulupe Faletau écope d'un carton jaune ramenant les deux équipes à 14 joueurs chacune. La France continue d'attaquer mais parvient à être repoussée par les Gallois. L'arrière Liam Williams écope à son tour d'un carton jaune pour un en-avant illicite dans un ruck. A 6 minutes de la fin du match , le XV de France est donc en supériorité numérique à 14 contre 13. Devant les assauts répétés des bleus, les Gallois enchaînent les fautes et offrent la possibilité au XV de France de revenir. A 4 minutes de la fin du match le capitaine Charles Ollivon marque un essai en force, cette fois-ci validé. Transformé par Romain Ntamack le XV de France revient à trois points des Gallois : 27-30. 
Galvanisés, les Français se jettent à corps perdu à l'attaque pour arracher une victoire inespérée. Allant jusqu'à perdre le ballon à une minute de la fin, ils obtiennent néanmoins une ultime pénalité à une poignée de secondes de la fin de match, pour une faute de soutien au ruck gallois. L'ouvreur tricolore trouve la touche et la France déroule sur les côtés. Les Gallois sur le point de rupture, défendent héroïquement, mais après un redressement de course du capitaine Ollivon, Gael Fickou fixe l'adversaire pour servir Arthur Vincent qui transmet sur le pas à Brice Dulin pour l'essai de la victoire à la 82ème minute de jeu. L'essai n'est pas transformé et la France s'impose 32-30. Les Gallois perdent le Grand Chelem à une poignée de seconde mais sont toujours premiers du classement général. Cependant, la France avec ses 4 essais marque un point de bonus offensif comblant le point de bonus défensif obtenu par les Gallois. Avec leur match de retard contre l'Écosse, le XV de France peut encore arracher le trophée. Il leur faudra pour cela s'imposer avec le bonus offensif et au moins 21 points d'écarts contre les Écossais au Stade de France.
Pour de nombreux médias britanniques et français, ce match est l'un des plus beaux de toute l'histoire du Tournoi des Six Nations. Sept essais marqués ainsi que 5 refusés, 4 cartons jaunes et un rouge, ainsi que deux essais marqués dans les 5 dernières minutes du match permettant à la France d'arracher une victoire inespérée. Pour autant, la défense héroïque des Gallois est tout autant saluée que la performance française, allant même jusqu'à parler de l'une des fins de match des plus dramatique de l'histoire du XV du Poireau.  
| France · Titulaires · 15 Brice Dulin 80e · 14 Teddy Thomas 57e · 13 Virimi Vakatawa · 12 Gael Fickou · 11 Damian Penaud · 10 Matthieu Jalibert 30e · 9 Antoine Dupont 14e 74e · 8 Grégory Alldritt 60e 69e · 7 Charles Ollivon 77e · 6 Dylan Cretin 51e · 5 Paul Willemse 68e · 4 Romain Taofifénua 6e 22e · 3 Mohamed Haouas 59e à 69e 69e · 2 Julien Marchand 69e · 1 Cyril Baille 59e · Remplaçants · 16 Camille Chat 69e · 17 Jean-Baptiste Gros 59e · 18 Uini Atonio 60e · 19 Swan Rebbadj 22e · 20 Anthony Jelonch 51e · 21 Baptiste Serin 74e · 22 Romain Ntamack 30e · 23 Arthur Vincent 57e · Entraîneur · Fabien Galthié |  | Pays de Galles · Titulaires · 73e à 80eLiam Williams 15 · Louis Rees-Zammit 14 · George North 13 · 68e Jonathan Davies 12 · 50e Josh Adams 11 · 68e 12e Dan Biggar 10 · 49e Gareth Davies 9 · 72e à 80e Taulupe Faletau 8 · Justin Tipuric 7 · 77e 18e Josh Navidi 6 · Alun Wyn Jones 5 · 57e Adam Beard 4 · 68e Tomas Francis 3 · 68e Ken Owens 2 · 77e Wyn Jones 1 · Remplaçants · 68e Elliot Dee 16 · 77e Nicky Smith 17 · 68e Leon Brown 18 · 57e Cory Hill 19 · 77e James Botham 20 · 49e Tomos Williams 21 · 68e Callum Sheedy 22 · 68e Willis Halaholo 23 · Entraîneur · Wayne Pivac |